# 埃里克·古斯塔夫松
埃里克·古斯塔夫松（瑞典語：Erik Gustafsson，1988年12月15日—），瑞典男子冰球运动员，场上位置是后卫。他曾代表瑞典国家队参加2018年冬季奥林匹克运动会冰球比赛，获得第5名。